# Andy Summers
Andy Summers, właśc. Andrew James Somers (ur. 31 grudnia 1942 w Poulton-le-Fylde) – brytyjski gitarzysta i kompozytor. Najbardziej znany z występów w zespole The Police, u boku Stinga i Stewarta Copelanda. Jego ulubionymi gitarami są Fender Telecaster, do grania muzyki rockowej, oraz Gibson, do jazzu. Styl muzyczny Summersa jest pochodną wieloletnich studiów muzyki jazzowej i poważnej oraz pracy z zespołami grającymi new age, rock i inne style muzyczne.
W połowie lat 70. zmienił swoje nazwisko na Summers i stał się znany jako Andy Summers.

## Kariera muzyczna
Mimo że urodził się w mieście Poulton-le-Fylde w hrabstwie Lancashire, Summers dorastał w Bournemouth w Dorset, gdzie jako nastolatek zaczął grywać jazz na gitarze w lokalnych klubach.
Karierę studyjną rozpoczął w latach 60. XX wieku w zespole Zoot Moneya o nazwie „Zoot Money’s Big Roll Band” i jego późniejszym psychodelicznym wcieleniu Dantalian's Chariot. Obydwa zespoły były popularnymi zjawiskami w londyńskim światku klubowym. Przez kilka miesięcy roku 1968 Summers był członkiem uważanej za legendarną na scenie kanterberyjskiej grupy Soft Machine, choć nie nagrał z nią ani jednego albumu. Nagrywał za to z zespołem Eric Burdon and the New Animals, a większość lat 70. XX wieku spędził na owocnych sesjach nagraniowych z takimi artystami, jak Neil Sedaka, Joan Armatrading, Kevin Ayers, Kevin Coyne, Tim Rose, czy Jon Lord.
Summers osiągnął popularność na skalę międzynarodową jako gitarzysta w zespole The Police, który może uchodzić za jeden z największych zespołów nagrywających w pierwszej połowie lat 80. Styl gitarowy Summersa definiował w sposób zauważalny styl całej grupy, co słyszalne jest w takich utworach, jak „Message in a Bottle”, „Don't Stand So Close to Me”, czy „Every Breath You Take”. Utwory, które napisał sam dla The Police, w tym „Omegaman” i „Mother” nie zyskały jednak (być może niezasłużenie) poklasku publiczności, choć za utwór instrumentalny „Behind My Camel” grupa otrzymała w roku 1980 nagrodę Grammy w kategorii „Najlepszy rockowy utwór instrumentalny”. W piosence „Be My Girl – Sally” z albumu Outlandos D'Amour Summers udziela się również wokalnie, przyjmując rolę narratora opowiadającego (z akcentem typowym dla Yorkshire) o przygodach z nadmuchiwaną lalką Sally.
Styl muzyczny prezentowany przez Summersa cechuje się wyważonym wykorzystaniem efektów gitarowych. Muzyk wystrzega się wszelkiej „pirotechniki” gitarowej, nadając swojej muzyce zauważalną głębię. Osiąga to dzięki wykorzystaniu kompresorów dynamiki dźwięku oraz efektów pogłosu i chorusa. Jako jeden z pierwszych muzyków stosował syntezatory firmy Roland. W ostatnich latach w muzyce Summersa daje się zauważyć odchodzenie od efektów dźwiękowych i powrót do standardowej pary gitara-wzmacniacz.
Osiągnięcia muzyczne Summersa znaleźć można również w dziedzinie muzyki filmowej. Najbardziej znane kompozycje w tej kategorii to Down and Out in Beverly Hills oraz Weekend at Bernie's. Jego wkład w wyświetlane późną porą programy telewizyjne to między innymi współpraca z Dennisem Millerem w ramach jego talk-show. Summers wziął udział w jednym z odcinków serialu The Hitchhiker, zagrał również epizodyczna rolę w komedii Sobowtór u boku Gene’a Wildera i Richarda Pryora. W rok 1987 muzyk grał przez pewien czas w grupie Rush Hour, która zmieniła po dołączeniu do niej byłego perkusisty The Police – Stewarta Copelanda – nazwę na Animal Logic.
W trakcie kariery solowej, Summers nagrał szereg albumów, do których zapraszał takich artystów, jak John Etheridge, Vinnie Colaiuta, Robert Fripp, Herbie Hancock, Brian Auger, Aliane Elias, Tony Levin, Ginger Baker, Deborah Harry, Q-Tip, czy Sting. Muzyk nagrał również dwuczęściowy film instruktażowy dla gitarzystów, wydany przez Hot Licks.
W marcu 2003 Summers, Sting i Copeland zagrali razem podczas uroczystości przyjęcia grupy The Police w poczet największych grup rockowych wszech czasów. W tym samym roku Summers nagrał swój dziesiąty album solowy – Earth + Sky, zawierający utwory instrumentalne o nowoczesnym brzmieniu. Najnowszym wydawnictwem artysty jest album The X-Tracks, stanowiący pewnego rodzaju spojrzenie artysty na jego twórczość w latach 1997–2002. Summers w ostatnich latach grywa kilka razy do roku w klubach jazzowych i innych lokalizacjach.
Podczas ceremonii przyznania nagród Grammy na początku roku 2007 można było zobaczyć zespół The Police w oryginalnym składzie – Sting, Stewart Copeland i Andy Summers. Był to pierwszy wspólny występ muzyków od roku 1986, nie licząc zaimprowizowanego występu podczas ceremonii ślubnej Stinga w roku 1992 i wspomnianej wcześniej ceremonii wprowadzenia grupy w poczet największych grup rockowych wszech czasów w roku 2003. Następnego dnia zespół oświadczył, że 30. rocznicę powstania uczci trasą koncertową, rozpoczynającą się 23 maja 2007.

## Kariera pisarska
Oprócz pracy muzyka, Summers jest też pisarzem i fotografem. Wydana ostatnio książka „Light Strings: Impressions of the Guitar” napisana wspólnie z Ralphem Gibsonem i wydana przez Chronicle Books zawiera materiał poświęcony różnym stylom muzycznym i gitarom, zawiera też opisy osobistych przeżyć artysty.
Autobiografia Summersa, „One Train Later: A Memoir” (opatrzona wstępem przez The Edge, muzyka grupy U2), wydana została w październiku 2006.
W marcu 2007 wydawnictwo Taschen planuje wydanie fotoalbumu prezentującego lata spędzone przez Summersa z grupą The Police, opatrzonego tytułem „I’ll Be Watching You”.

## Wykształcenie
Przed wejściem w szeregi zespołu The Police, Summers przerwał karierę muzyka. W tym czasie podjął studia na uniwersytecie kalifornijskim w Northridge, gdzie uzyskał tytuł licencjata muzyki.

## Dyskografia

### Albumy studyjne
- It Should’ve Been Me – 10.1965 (Zoot Money’s Big Roll Band)
- Transition – 3.1968 (Zoot Money’s Big Roll Band)
- Love Is – 1968 (z Eric Burdon and the Animals)
- Matching Head and Feet – 4.1975 (Kevin Coyne Band)
- Heartburn – 3.1976 (Kevin Coyne Band)
- I Advance Masked – 1982 (z Robertem Frippem)
- Bewitched – 1984 (z Robertem Frippem)
- XYZ – 1987
- Mysterious Barricades – 1988
- The Golden Wire – 1989
- Charming Snakes – 1990
- World Gone Strange – 1991
- Invisible Threads – 1993 (z Johnem Etheridge’em)
- Synaesthesia – 1996
- The Last Dance of Mr. X – 1997
- Strings of Desire – 1998 (z Victorem Biglione)
- Green Chimneys: The Music of Thelonious Monk – 1999
- Peggy’s Blue Skylight – 2000
- Earth + Sky – 2002
- Splendid Brasil – 2005 (z Victorem Biglione)
- First You Build A Cloud – 2007 (z Ben Verdery)
- Fundamental – 2012 (z Fernanda Takai)
- Circus Hero – 2014 (z Rob Giles) (Circa Zero)
- Metal Dog – 2015
- Triboluminescence – 2017

### Kompilacje
- A Windham Hill Retrospective – 1998
- The X Tracks: The Best of Andy Summers – 2005

### Albumy koncertowe
- Zoot! Live at Klook’s Kleek – (10.1966) (Zoot Money’s Big Roll Band)
- Were You There Live 1966 – (1999) (Zoot Money’s Big Roll Band)